# The Power of Madonna
«The power of Madonna» (titulado «El poder de Madonna» en España) es el decimoquinto episodio de la serie de televisión estadounidense Glee. Fue estrenado por la cadena Fox el 20 de abril de 2010. En el episodio, la entrenadora de las animadoras Sue Sylvester (Jane Lynch) exige que las canciones de Madonna se transmitan por el sistema de intercomunicación de la escuela. El director del coro, Will Schuester (Matthew Morrison), manda como tarea a sus alumnos la interpretación de canciones de Madonna. «The power of Madonna» fue escrito y dirigido por Ryan Murphy, cocreador de la serie, y sirve como un tributo musical a Madonna, con versiones de ocho de sus canciones. Para ello, la cantante concedió a Glee los derechos de su catálogo de música completo.
Glee: The Music, The Power of Madonna, un extended play que contiene las grabaciones en estudio de las canciones interpretadas en el episodio, fue lanzado el 20 de abril de 2010.
El episodio fue visto por 12,98 millones de espectadores en Estados Unidos, y fue generalmente bien recibido por los críticos. Tim Stack de Entertainment Weekly y Aly Semigran de MTV lo consideraron como el mejor episodio de la serie hasta el momento, mientras que Bobby Hankinson del Houston Chronicle lo describió como «el episodio más divertido de la televisión de todos los tiempos». Madonna aprobó el episodio y dijo que fue «brillante en todos los niveles».

## Trama
Sue Sylvester (Jane Lynch) les revela a las animadoras que es una gran fanática de Madonna, poniendo de ejemplo su gran alcance y les pide a ellas que emulen a Madonna (incluyendo citas con hombres jóvenes y usar solo su nombre de pila) para que puedan tener más poder en su desempeño como porristas. Luego, Sue chantajea al Director Figgins (Iqbal Theba) para que en toda la escuela se escuche la música de Madonna, excepto en la oficina de Emma (Jayma Mays) con la excusa de que Emma no tiene la confianza para tomar el control de su cuerpo y el atractivo sexual de Madonna.
Will Schuester (Matthew Morrison) ve a las animadoras bailando una rutina con zancos al ritmo de "Ray of Light" y luego de escuchar a las chicas de New Directions discutiendo sobre las dificultades que tienen en sus relaciones y vida. Rachel (Lea Michele) por ejemplo le pregunta a las otras chicas por ayuda si un chico (quien vagamente pretende convencer a los otros de que ya no sale con Jesse St. James) si la está presionando para tener sexo, Tina (Jenna Ushkowitz) mientras les dice que Artie (Kevin McHale) le ha pedido que empezar a usar ropa más reveladora si ella quiere estar con él. Will se inspira para dar una asignación de Madonna-solo por una semana, para restablecer a las chicas al estado de igualdad. A los chicos no les gusta la idea, con la excepción de Kurt, quien junto a Mercedes, quieren hacer un proyecto multimedia en honor a Madonna.
Las chicas cantan "Express Yourself" con la mayoría de los miembros masculinos sorprendidos, exceptuando por supuesto a Kurt. Mientras Santana, decide quitarle la virginidad a Finn (Cory Monteith), y le informa que Rachel ya está planeando tener sexo con Jesse, con quien todavía está saliendo. Furioso, él la confronta, y después de resignarse a él mismo del hecho de que Rachel está de novia con Jesse, se compromete a hacer un mash-up de "Borderline" y "Open Your Heart", que también resume los problemas en su relación. Un cover video-musical de la canción "Vogue" protagonizado por Sue en el papel de Madonna también con la participación de Kurt (Chris Colfer) y Mercedes (Amber Riley) se concibe como un cambio de imagen luego de que Sue confiesa a los dos mejores amigos que está secretamente celosa del cabello de Will's luego de un incidente que le sucedió cuando ella era una niña.
Rachel le admite a Finn que sigue viendo a Jesse (Jonathan Groff) pero le pide que si puede mantener secreto. Tres personas deciden tener sexo por primera vez y con su pareja correspondiente (Finn & Santana, Rachel & Jesse, y Emma & Will) mientras cantan "Like a Virgin". Rachel y Emma deciden no proceder, pero Finn decide duramente perder su virginidad con Santana, y después le dice a Rachel que no lo hizo porque "no significa nada". Mientras tanto, Jesse sorprende a Rachel y a New Directions cuando se transfiere a la William McKinley High School para que él y Rachel puedan estar juntos. Hay una resistencia del grupo porque esto significa más solos para él, y la sospecha de que sea un espía de Vocal Adrenaline.
En represalia por esto, Kurt y Mercedes aceptan la oferta de Sue para unirse a las Cheerios, quien quiere aprovechar sus talentos musicales para las actuaciones de las porristas y cantar "4 Minutes" con ellos durante una asamblea escolar. Ellos le dicen a Will que no están felices por no tener más solos, y que eso será en ambos grupos. Los chicos cantan "What It Feels Like for A Girl", pero Puck está descontento con la canción elegida. Ellos deciden tratar a las chicas mejor y Artie, en particular, pide disculpas a Tina por su mal comportamiento hacia ella. Los dos se besan por primera vez después del conflicto de la tartamudez de Tina.
El episodio termina con Finn dándole la bienvenida a Jesse en New Directions y dejando a él y a Rachel porque sabe que él no puede interferir en su relación a pesar de que se había sentido atraído por Rachel. Todo el club Glee, ahora con Jesse como parte del grupo, cantan "Like A Prayer" acompañados de un coro gospel, con Kurt y Mercedes teniendo un solo en la canción.

## Producción

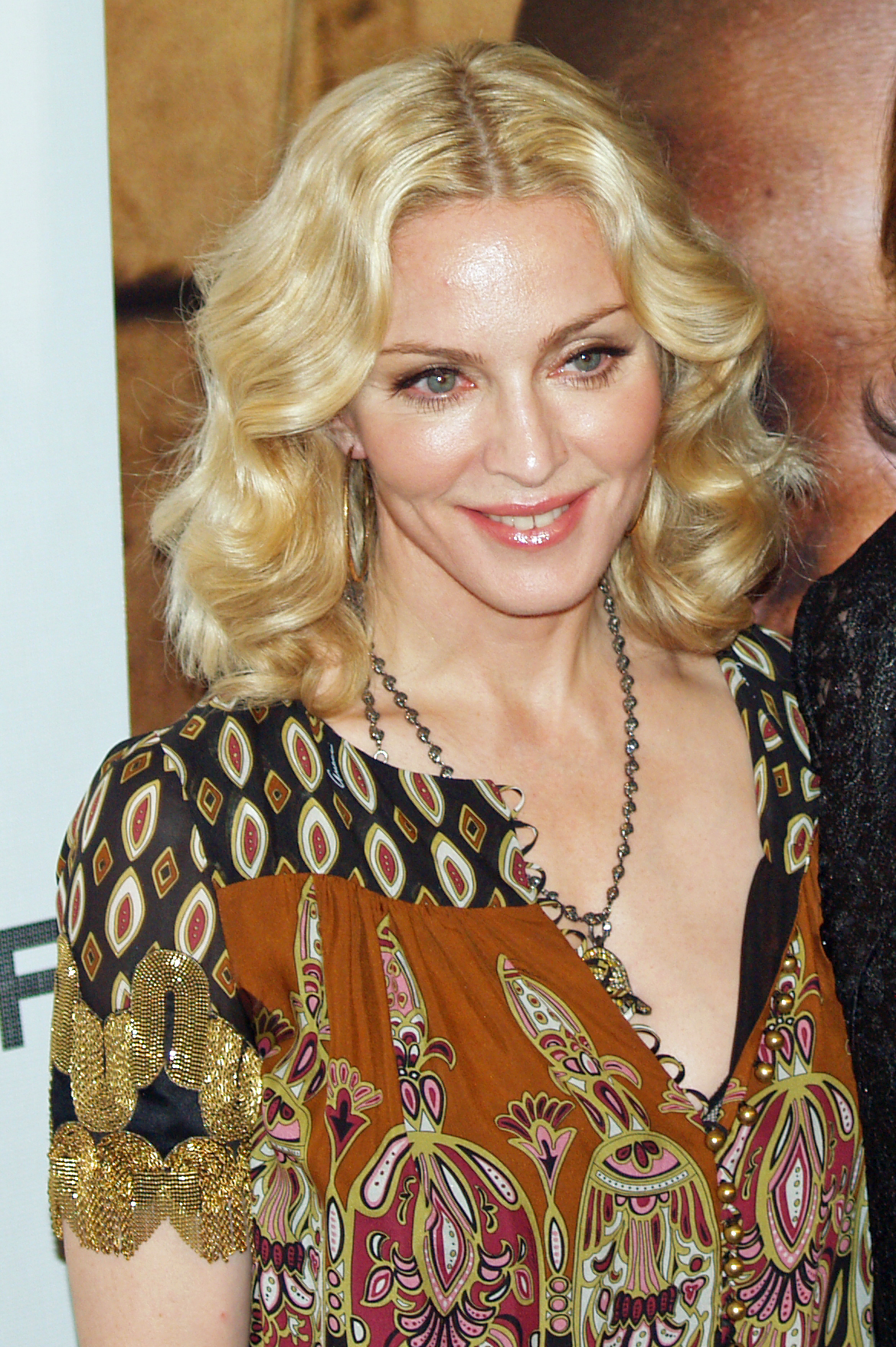
Madonna le presto los derechos de autor a Glee para rendirle un episodio tributo

En 2009, Madonna concedió los derechos de autor a Glee. El creador de la serie Ryan Murphy ha trabajado con Madonna en el pasado, y quería producir un tributo de ella en Glee. Madonna estuvo de acuerdo y decidió prestarle los derechos. El episodio fue filmado en enero de 2010. Lynch interpretó la canción "Vogue", su primera interpretación vocal en el show. Los ensayos para las interpretaciones comenzaron en diciembre de 2009 y fue filmada en blanco y negro como en el video original.
Glee: The Music, The Power of Madonna es un EP que contiene grabaciones de estudio de las canciones interpretadas en el episodio y se puso a la venta el 20 de abril de 2010. Su lista de canciones incluye «Express Yourself», una mezcla de «Borderline» y «Open Your Heart», «Vogue», «Like a Virgin», «4 Minutes», «What It Feels Like for a Girl», y «Like a Prayer». La edición de iTunes del álbum incluye la canción «Burning Up» como un sencillo promocional, la cual no se interpretó durante el episodio Aunque no fueron interpretadas por el elenco de la serie, las canciones de Madonna, «Ray of Light», «Burning Up», «Justify My Love»,, y «Frozen» también fueron utilizadas como pistas de audio durante el episodio.

## Recepción

### Audiencia
En su emisión original "The Power of Madonna" fue visto por 12.98 millones de espectadores estadounidense, obtuvo una cuota en pantalla de 5.3/13 en el demográfico de 18-49. En el Reino Unido vieron el episodio 1.98 millones de personas y se convirtió en el programa más visto de la semana en canales canales no terrestres. En Canadá fue seguido por 2.096 millones de espectadores, haciendo a Glee el sexto show más visto de la semana. En Australia,Glee consiguió su mayor audiencia en una noche, con 1.42 millones de espectadores convirtiendo a "The power of Madonna" en el undécimo programa más visto de la semana.

### Respuesta crítica
| Definitivamente apruebo el episodio y el álbum, ya que me resultaron tan brillantes en todos los niveles, lo mejor que vi en ellos, fue el mensaje de igualdad de géneros, que se renovó con las interpretaciones de mis canciones «Vogue» y «Express Yourself». Aprecio totalmente las capas de ironía que contienen, sobre todo por la versión de «What It Feels Like For A Girl» interpretada por «hombres». — Madonna entregando su opinión del álbum y del episodio en una entrevista para la revista Us Weekly. |

El episodio también recibió críticas positivas por parte de los críticos.Ken Tucker de Entertainment Weekly lo llamó «una de las mejores horas de televisión que es imposible de ver durante todo el año", Madonna comento «el mayor respeto posible» no solo expresó la admiración por los cantantes, pero «[demuestra ingenio] una comprensión potente de por qué es importante Madonna». El socio escritor también de Entertainment Weekly Tim Stack consideró el mejor episodio de Glee hasta el momento, la clasificación de cada uno de los temas interpretados fueron de «B+» hasta «A+». Los socios también sintierón que el episodio no estaba a la altura da los aplausos, una opinión coincidió por Aly Semigran de MTV también consideró "The Power of Madonna" como el mejor episodio de la serie hasta la fecha. Bobby Hankinson del Houston Chronicle fue más allá en sus elogios, llamando a "The Power of Madonna" potencialmente «la hora más agradable de la televisión de todos los tiempos». Kevin Coll de Fuside Film consideró que el episodio se recuperó después del «regreso triste» por "Hell-O", el llamó «una gran historia que explora los personajes dificultosos de Glee en mayor profundidad como nunca antes se reflejó».

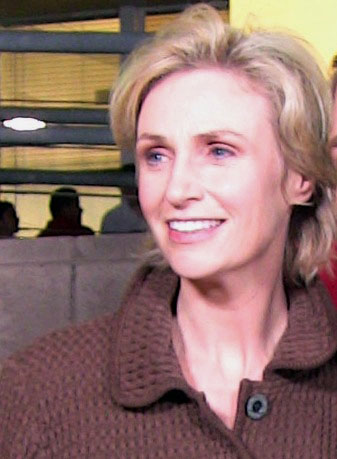
Jane Lynch (imagen) recibió un Premio Emmy por su interpretación en este episodio.

Todd VanDerWerff de The A.V. Club calificó el episodio con una «B», sin embargo fue menos positiva que otros críticos. Aunque afirmó que los números musicales eran «una de las mejores interpretaciones que el espectáculo nunca pudo realizar», consideró que «casi todo lo demás a su alrededor se subestima», criticando el aumento de actuaciones en la primera mitad de la temporada para alterar el peso de la serie. Eric Goldman de IGN calificó el episodio 8.10, él estaba en una opinión opuesta de los críticos para no «amarla totalmente», él encontró «un poco desordenado en la parte de la escritura, incluso se entregó varias escenas y momentos  muy buenos a lo largo de la transmición».
Lynch recibió el Premio Primetime Emmy a la Mejor Actriz de Reparto en una Serie de Comedia por su interpretación en el episodio. En los Creative Arts Emmy Awards de 2010, Phillip W. Palmer, Doug Andham y Joseph H. Earle ganó a la "Mejor mezcla de sonido para una comedia o serie de drama (en una hora) " de entrega. Lou A. Eyrich y Marisa Aboitiz fueron nominados, además a "Mejor Vestuario para un premio en serie de televisión". Compitiendo contra el episodio de Glee "Hairography", Stacey K. Black, Mary G. Stultz, Roxanne N. Sutphen y Gina Bonacquisti fueron nominados a "Mejor Peinado para una sola Serie Cámara", y compitiendo contra el episodio "Theatricality", Eryn Krueger Mekash, Kelley Mitchell, Jennifer Greenberg, Robin Neal-Luce, Kelcey Fry y Zoe Haywas fueron nominados para "Mejor maquillaje en una serie (No protésico)"

### Lista de éxitos
Todas las canciones del EP, fueron lanzados en formato descarga digital. La versión Glee de «Like a Prayer» se convirtió en la canción más vendida de la serie, vendiendo 87 000 copias en descargas digitales, lo que le permitió entrar al Hot Digital Songs en el puesto número 27. En consecuencia, también alcanzó el número 27 en el Billboard Hot 100. «Like a Prayer» llegó al lugar número 27 en Australia, y en el Canadian Hot 100, también tuvo éxito en Reino Unido, donde alcanzó el puesto número 16 en el UK Singles Chart, en el cual estuvo presente durante cuatro semanas. Las canciones «4 Minutes», «Like a Virgin» y «Borderline/Open Your Heart» también entraron al UK Singles Chart, llegando a los puestos 42, 58 y 66 respectivamente.